# Zollernalb-Kaserne
Die Zollernalb-Kaserne war eine Kaserne der Garnison der Luftwaffe in Meßstetten im baden-württembergischen Zollernalbkreis.
Der 56 Hektar umfassende Kasernenbereich war zuletzt Stationierungsort des Einsatzführungsbereichs 1 und weiterer, kleinerer Dienststellen.
Raison d’Être der Kaserne war der im Kalten Krieg errichtete Bunker Martin, der sowohl für die Luftwaffe als auch für die NATO einer der wichtigsten und besten gehärteten Gefechtsstände war. Herzstück des Bunkers war das Control and Reporting Centre (CRC) mit dem taktischen Rufzeichen „Sweet Apple“ (geschlossen 2013) sowie im Laufe der Zeit verschiedene NATO-Kommandostellen, zuletzt bis 2008 das Combined Air Operations Center 4.
Die dazugehörigen Radar- und Funkstationen sind weiterhin in Dauerbetrieb und nunmehr dem Einsatzführungsbereich 2 in Erndtebrück zugeordnet.
Das ehemalige Kasernengelände wird mit Wirkung zum 1. Januar 2024 an den Zweckverband Interkommunalen Industrie- und Gewerbepark Zollernalb (IIGP) verkauft.

## Geschichte

### Vorgeschichte (bis 1960)
Bereits vor und während des Zweiten Weltkriegs war der Weichenwang im Besitz der Wehrmacht. Dort befand sich ein Standort eines Funkmesstrupps des Luftnachrichtendienstes. Funkmessgeräte der Klassen Würzburg und Freya waren im Einsatz.
Zu Zeiten des Kalten Kriegs wurde die Garnison Meßstetten konzipiert. Aus geografischen Gesichtspunkten war die Lage als höchstgelegene Region auf der Schwäbischen Alb unverändert besonders günstig für den Bau einer Radar- und Funkstellung. Eine abgelegene Lage im rückwärtigen Raum prädestinierte zudem für die Dislozierung eines gehärteten Gefechtsstandes.

### Ausbau durch die Bundeswehr (1960–1969)
Nach der erfolgreichen Fertigstellung eines Prototyps auf dem Lechfeld entschied der damalige Luftwaffeninspekteur General Josef Kammhuber den Bau einer unterirdischen, viergeschössigen Luftwaffenkampfführungsanlage auf dem Truppenübungsplatz Heuberg. Ab Sommer 1961 wurde dort Tag und Nacht gearbeitet, gut abgeschirmt von der Außenwelt. Der Bunker erhielt nach seiner Lage auf Meßstetter Gebiet den Namen Martin. Er sollte einer Truppenstärke von mehreren Hundert im Spannungs- bzw. Verteidigungsfall ein 30-tägiges, von der Außenwelt unabhängiges Leben ermöglichen und war durch ausgeklügelte Maßnahmen nicht nur gegen atomare Strahlung, biologische und chemische Stoffe, sondern auch gegen Nahtreffer bestmöglich geschützt.
Von Februar bis Oktober 1962 wurde auf dem Weichenwang als höchste Erhebung Meßstettens ein neuer Turm für ein Radargerät gebaut. Am 23. Oktober 1962 trafen die ersten Soldaten als Vorauskommando aus Ulm in Meßstetten ein. Diese wurden in Block 13, dem bisher einzigen fertiggestellten Block, untergebracht.
Am 4. Juli 1963 nahm eine Abteilung von 450 Soldaten des am 24. Mai 1960 in der Boelcke-Kaserne in Ulm aufgestellten ersten Luftraumüberwachungsverbandes (I./Fernmelderegiment 31) die Kaserne und den Betrieb der Luftwaffenkampfführungsanlage mit Radar- und Funkgeräten auf. Nach Fertigstellung des Bunkers Martin im August 1964 nahm das Control and Reporting Center (CRC) dort seinen Dauereinsatzbetrieb auf.
1965 wurde die nahe gelegene Soldatensiedlung Bueloch fertiggestellt, welche 370 Familien beherbergen konnte. 1967 wurden das Soldatenheim sowie das Unteroffizierheim eröffnet.
Zum 1. Oktober 1968 wurde der Kommandostab der 1. Luftwaffendivision sowie der Gefechtsstand Tactical Operation Center (TOC) von Fürstenfeldbruck nach Meßstetten verlegt. Es führte die im Bereich 4ATAF stationierten Luftangriffsverbände der Luftwaffe.
Ferner bestand über eine Verbindungsstelle eine stehende Zusammenarbeit mit dem Zivilschutz, hier dem Warnamt VIII in Rottenburg.

### Personeller Aufwuchs (1970–1979)
Durch die zweite Luftwaffenstruktur wurde die Personalstärke von 1.400 Soldaten (1973) auf über 1.800 Soldaten (1978) aufgestockt. Dadurch notwendig wurden weitere Ausbaumaßnahmen wie der Bau eines Unteroffizierheims 1971 und die Fertigstellung der neuen Sporthalle 1973. Seit 9. April 1974 trägt die Zollernalb-Kaserne ihren Namen. Zuvor hieß die Kaserne lediglich Truppenunterkunft Geißbühl.
Zum 1. Januar 1976 wurde der Geißbühl und damit die Zollernalb-Kaserne im Rahmen eines Gebietstausches der Stadt Meßstetten zugewiesen. Zuvor lag das Kasernengelände auf der Gemarkung von Lautlingen.
Ab 1. Oktober 1977 gab es in Meßstetten eine eigene Standortverwaltung (StOV), nachdem der Luftwaffenbereich aus der StOV Stetten am kalten Markt ausgegliedert wurde.

### Weiterer Aufschwung (1980–1989)
1982 wurde eine Leitstelle des Such- und Rettungsdienstes (SAR), welcher der 1. Luftwaffendivision unterstellt war, in Meßstetten eingerichtet. Auch die NATO baute ihre Präsenz aus und richtete 1985 das Allied Tactical Operations Center 4 (ATOC 4, zuständig für offensive Luftoperationen) und 1988 das Sector Operations Center 4 (SOC 4, zuständig für defensive Luftoperationen) ein, beide NATO-Gefechtsstände waren Teil des Bunkers Martin.
Zudem wurden zahlreiche technische Verbesserungen an der Infrastruktur vorgenommen: Das seit 1962 betriebene Großraumradar AN/FPS-7E wurde abgebaut und durch das modernere, phasengesteuerte Hughes Air Defense Radar (HADR) ersetzt. Durch die Modernisierungen waren an den Standorten Meßstetten, Freising und Lauda nur noch zwei statt der bisher drei Radome notwendig. In den süddeutschen CRC (4ATAF) wurde das Gefechtsführungssystem 412L abgelöst durch das modernere GEADGE (German Air Defence Ground Environment).
Die neue Luftwaffenstruktur zum 1. Oktober 1989 führte zu zahlreichen Umorganisationen und Umbenennungen, die im Grundsatz eine Aufwertung bedeuteten (Kommando- statt Regimentsebene):
| Dienststellenbezeichnung (alt)                    | Dienststellenbezeichnung (neu)                      |
| ------------------------------------------------- | --------------------------------------------------- |
| Fernmelderegiment 31                              | Radarführungskommando 2                             |
| I./Fernmelderegiment 31                           | Radarführungsabteilung 22                           |
| Stab/StKp I./Fernmelderegiment 31                 | Stab/StKp Radarführungsabteilung 22                 |
| 1./Fernmelderegiment 31                           | Radarführungskompanie 221                           |
| 2./Fernmelderegiment 31                           | Technische Kompanie 222                             |
| II./Fernmelderegiment 31                          | Radarführungsabteilung 24 Freising                  |
| I./Fernmelderegiment 32                           | Radarführungsabteilung 21 Birkenfeld                |
| II./Fernmelderegiment 32                          | Radarführungsabteilung 23 Lauda                     |
| 6./Fernmelderegiment 31                           | Abgesetzter Technischer Zug 243 Großer Arber        |
| 6./Fernmelderegiment 31                           | Abgesetzter Technischer Zug 233 Wasserkuppe         |
| 8./Fernmelderegiment 32                           | Abgesetzter Technischer Zug 234 Döbraberg           |
| Luftwaffensanitätsstaffel I./Fernmelderegiment 31 | Luftwaffensanitätsstaffel Radarführungsabteilung 22 |

### Nach Ende des Kalten Krieges (1990–1999)
Die Bedeutung des Standortes wuchs weiter: Im Juli 1990 wurde eine eigene Systemsteuerungszentrale (SSZ) und Coordination and Scheduling Agency (COSA) als zentrale Koordinationsstelle für Übungsflugbetrieb und Wartungsmanagement im Bunker Martin eingerichtet.
Im September 1991 wurde die Flak-Batterie 331 aufgelöst, da diese durch die geänderte Bedrohungslage nicht mehr unmittelbar notwendig war. 1993 wurden das ATOC 4 und das SOC 4 zum Interim Combined Air Operations Center 4 (ICAOC 4), später Combined Air Operations Center 4 (CAOC 4, zuständig somit für defensive und offensive Luftoperationen) zusammengelegt. Zudem wurde die Aufstellung des Luftwaffenkommandos Süd (LwKdo Süd) als Dreisternekommando am Standort Meßstetten beschlossen. Der deutsche kommandierende General des LwKdoSüd war zugleich Commander CAOC 4. Zahlreiche weitere alliierte (vor allem britische und tschechische) Offiziere mit ihren Familien fanden sich am Standort ein.
Zum 3. März 1994 wurde die StOV Meßstetten zugunsten der StOV Stetten aufgelöst. Zum 5. Juli 1994 wurde die Radarführungsabteilung 34 in Holzdorf samt CRC Schönewalde dem Radarführungsregiment 2 in Meßstetten unterstellt.
Zwischen 1998 und 2000 wurde der Bunker Martin umfassend und zukunftsfähig saniert.

### Konsolidierung (2000–2008)
Von einer umfassenden Streitkräftereform und Änderungen im Rahmen der vierten Luftwaffenstruktur blieb Meßstetten dieses Mal nicht ganz verschont, obwohl die hohe Bedeutung des Standortes vor allem durch das Alleinstellungsmerkmal Bunker Martin, d. h. durch das CAOC 4 der NATO, die Radarführungsabteilung 22 sowie SSZ und COSA Süd bewahrt werden konnte. Bestandssichernd wirkte ab 2003 die 6. Kompanie des Jägerbataillons 292, mit der erstmals eine Heereseinheit dauerhaft in der Zollernalb-Kaserne stationiert war. Zudem wurde ab 2004 ein Ausbildungsbetrieb, die Zivilberufliche Aus- und Weiterbildung (ZAW) eingerichtet.
In den Jahren 2003 und 2004 wurde das Gefechtsführungssystem des CRC von GEADGE auf GIADS umgerüstet, zwischenzeitlich mit ARKONA gearbeitet. Bereits im April 2005 wurde auf GIADS II gewechselt.
Die Zusammenarbeit mit dem Zivilschutz, nunmehr über ein Verbindungselement des 2004 gegründeten BBK, war weiter fest etabliert.
Mit der Luftwaffenstruktur 5 wurde das Radarführungsregiment 2 am 30. September 2004 aufgelöst. Zeitgleich erfolgte die Aufstellung des regimentsäquivalenten Einsatzführungsbereiches 1 als Nachfolgeorganisation.

### Bedeutungsverlust (2008)
Am 30. Juni 2008 wurde das CAOC 4 in Meßstetten zugunsten des CAOC 2 in Uedem ersatzlos aufgelöst und Meßstetten verlor damit den Status als NATO-Standort. Überlegungen, im Bunker Martin einen Ausweichgefechtsstand für das CAOC 2 vorzuhalten, wurden aufgrund budgetärer Zwänge nicht weiter verfolgt. Die Aufgabe des Standortältesten Meßstetten (bis dato stets ein General) ging auf den Kommandeur Einsatzführungsbereich 1 über.

### Letzte Jahre bis zum vorläufigen Ende (2010–2014)
Infolge der seinerzeitigen Bundeswehrreform und der damit einhergehenden starken Reduzierungen, d. h. vor allem Einsparungen wurde am 26. Oktober 2011 das Stationierungskonzept durch Bundesverteidigungsminister Thomas de Maizière (CDU) vorgestellt, das für den Standort Meßstetten eine signifikante Reduzierung von 840 Dienstposten auf die Zielgröße von 20 bedeutete. Dies implizierte vor allem die Schließung des Bunkers und in Folge der Kaserne, somit auch die ersatzlose Auflösung des Einsatzführungsbereiches 1.
Am 1. Oktober 2013 wurde der Betrieb des CRC Sweet Apple eingestellt, der Einsatzführungsbereich 1 im Rahmen eines Appells vor zahlreichen Ehrengästen aufgelöst. Vom Standort Meßstetten, der in seiner Hochbetriebszeit bis zu 2000 Soldaten und zivile Mitarbeiter beschäftigte, blieben vom 1. Januar 2014 an auf dem Papier nur noch 20 Dienstposten übrig. Die letzten Soldaten verließen die Zollernalb-Kaserne am 30. Juni 2014. Zum Jahreswechsel 2012/13 war bereits das Soldatenheim Berghaus Geißbühl nach 45 Jahren geschlossen worden.
Lediglich die Radarstation auf dem Weichenwang und die angeschlossenen Funkstellungen blieben als Abgesetzter Technischer Zug 249 der Luftwaffe erhalten.
Von einem Technikgebäude in der alten Kaserne aus wird weiterhin der BOS-Funk koordiniert.
Die vereinigte Offizier- und Unteroffizierheimgesellschaft Geißbühl e. V. wird unter dem Vereinsnamen „Albcasino“ bruchfrei weiter geführt; das Vereinsheim befindet sich zur Zeit gegenüber der alten Kaserne.
| Einheit                                  | Teilstreitkraft          | Abzug/Außerdienststellung |
| ---------------------------------------- | ------------------------ | ------------------------- |
| Einsatzführungsbereich 1                 | Luftwaffe                | 2013                      |
| Sektor für Informationstechnik 1 (Teile) | Luftwaffe                | 2013                      |
| 6./Jägerbataillon 292                    | Heer                     | 2014                      |
| Arztgruppe des Standortes Meßstetten     | Zentraler Sanitätsdienst | 2014                      |

### Andauern des Schwebezustandes (seit 2014)
Aufgrund der neuen sicherheitspolitischen Lage und der Verfügbarkeit von wenigen gehärteten Gefechtsständen in Deutschland wurde die finale Deaktivierung und Abgabe des Bunkers Martin an die Bundesanstalt für Immobilienaufgaben (BImA) bis 2022 ausgesetzt. Hintergrund war, dass wichtige nationale und alliierte Kommandobehörden Pläne entwickeln (müssen), ihre Auftragserfüllung auch für den Fall ungünstig-disruptiver Szenarien sicherstellen zu können, zielend auf die Fähigkeit einer „Business Continuity“. Eine Entscheidung zur möglichen zukünftigen Nutzung des Bunkers Martin wurde vom Bundesverteidigungsministerium mehrfach vertagt, von Ende 2019 auf zunächst Ende 2020, dann auf Ende 2021. Die Frage einer Truppenunterkunft für potentielle Nutzer des Bunkers wurde dabei zunächst ausgespart. Die Stadt Meßstetten sowie der Bundestagsabgeordnete Thomas Bareiß setzten sich weiterhin für die Rückkehr der Bundeswehr ein. Im Gegensatz zur Zollernalb-Kaserne ist die Bundeswehr weiterhin Eigentümer des Bunkers, welcher vom Bundeswehrdienstleistungszentrum Stetten am kalten Markt verwaltet und stillstandsgewartet wurde.
Ende April 2022 teilte das Bundesamt für Infrastruktur, Umweltschutz und Dienstleistungen der Bundeswehr mit, dass der Bunker Martin nicht reaktiviert wird und an die BImA zurückgegeben wird. Nach der Rückgabe an die BImA wird gemeinsam mit dem Bundesministerium des Innern und für Heimat und dem Bundesamt für Bevölkerungsschutz und Katastrophenhilfe geprüft, ob das Bauwerk noch für andere Zwecke des Bundes genutzt werden kann. Die Übergabe fand laut Bundesamt für Infrastruktur, Umweltschutz und Dienstleistungen der Bundeswehr nicht statt, sei jedoch eingeleitet  worden (Stand: September 2022). Allerdings wurde auch bekannt, dass aufgrund seines Zustandes und der Lage auf dem Truppenübungsplatz der Bunker als nur sehr schwer bis gar nicht vermarktbar gilt. Für die noch unter Verwendung stehenden oberirdischen Gebäude vor dem Bunker wurde parallel eine Entbehrlichkeitsprüfung eingeleitet.
Anlässlich der Festveranstaltung „60 Jahre Luftwaffe in Meßstetten“ am 14. Juli 2023 informierte der Kommandeur des Weltraumkommandos der Bundeswehr Generalmajor Michael Traut über das Vorhaben, oberhalb der Bunkerliegenschaft Martin ein Weltraumteleskop zu installieren. Auch die mittelfristige Weiternutzung der oberirdischen Gebäude vor dem Bunker durch Teile der Garnison Stetten am kalten Markt sei demzufolge gesichert. Im September 2024 wurde der Bau von zwei Weltraumteleskopen bis 2026 innerhalb des Truppenübungsplatz Heuberg angekündigt. Die Geräte sammeln Daten in Höhen zwischen 400 und 36.000 Kilometern und leiten diese an das Weltraumlagezentrum im nordrhein-westfälischen Uedem weiter.

## Vorläufige Nachnutzung

### Landeserstaufnahmestelle für Asylbewerber (2014–2017)
Von Oktober 2014 bis September 2017 wurden die Unterkunfts- und Wirtschaftsgebäude der Kaserne als Unterkunft für Asylbewerber genutzt. Somit war die Kaserne, unmittelbar nachdem die letzten Soldaten sie verlassen hatten, wieder zu öffnen. Das Land Baden-Württemberg mietete einen Teil des Kasernengeländes von der Bundesanstalt für Immobilienaufgaben an. Das Personal der Standortverwaltung nahm die Betreuung der Gebäude unmittelbar wieder auf. Männer, Frauen und Familien waren in getrennten Häusern untergebracht, Kantine, Krankenstation mit Röntgengerät und ein Kindergarten wurden eingerichtet. Das angrenzende ehemalige Soldatenheim wurde wieder geöffnet und ein Ort der Begegnung mit Internetcafé. Auf dem Kasernengelände wurde ein Streichelzoo eingerichtet. Der Gemeinderat von Meßstetten hatte sich einstimmig für die Flüchtlingsunterkunft in der Zollernalb-Kaserne ausgesprochen.
2015 wurde laut Bilkay Öney eine mietfreie Nutzung aller Gebäude und Renovierung der damals mit 3.500 Flüchtlingen belegten Kaserne vereinbart. Der Betrieb der Landeserstaufnahmestelle (LEA) wurde zum 31. Dezember 2017 beendet.
Zwischen November 2021 und Januar 2022 wurde über eine Reaktivierung der Landeserstaufnahmestelle diskutiert, schließlich jedoch nicht umgesetzt.

### Kreisimpfzentrum (2021–2022)
Von 22. Januar 2021 bis 30. September 2021 wurde auf dem Gelände der Zollernalb-Kaserne das Kreisimpfzentrum des Zollernalbkreises zur Eindämmung der COVID-19-Pandemie betrieben. Das Kreisimpfzentrum war im ehemaligen Wirtschaftsgebäude, in welchem zu Kasernenbetriebszeiten unter anderem Truppenküche und Mannschaftsheim beherbergt waren, untergebracht. Das Gebäude befand sich in dem Teil des Geländes, das unter der Verwaltung der BImA stand und wurde miet- und nebenkostenfrei zur Verfügung gestellt.
Ursprünglich waren bis zu 800 Impfungen pro Tag geplant, seit Ende März 2021 konnten an Wochenenden jedoch über 1000 durchgeführt werden. In den ersten Wochen stand nur sehr wenig Impfstoff zur Verfügung, weshalb im Schnitt nur etwa 40 Impfungen pro Tag durchgeführt werden konnte. Im Kreisimpfzentrum wurde zur Unterstützung unter anderem auch Personal der Bundeswehr aus der benachbarten Alb-Kaserne in Stetten am kalten Markt eingesetzt. Im weiteren Verlauf konnten die Impfungen auf bis zu 1400 pro Tag gesteigert werden.
Seit 22. Mai 2021 wurde zudem eine Sporthalle für PCR-Tests symptomatischer Patienten genutzt, welche die Corona-Schwerpunktambulanz in der Kreissporthalle in Balingen ergänzte. Die Teststation wurde von der Kassenärztlichen Vereinigung betrieben. Ende Juni 2021 wurde die Teststation aufgrund der geringen Fallzahlen wieder außer Betrieb genommen, aber für eine eventuell notwendige, erneute Reaktivierung bereitgehalten.
Am 20. August 2021 besuchte Bundesgesundheitsminister Jens Spahn das Kreisimpfzentrum.
Das Kreisimpfzentrum ging am 30. September 2021 planmäßig außer Betrieb. Die Fortführung der Impfkampagne sollte u. a. durch Hausärzte gewährleistet werden. Im Kreisimpfzentrum wurden bis dahin insgesamt 112.055 Corona-Schutzimpfungen durchgeführt.
Vom 1. Dezember 2021 bis Ende März 2022 wurde der Betrieb als sogenanntes „Pop-Up-Impfzentrum“ nochmals aufgenommen.

### Ankunftszentrum Ukraine (2022–2024)
In Folge des russischen Überfalls auf die Ukraine und dem damit verbundenen Anstieg von Flüchtenden wurden auf dem Gelände Unterkunftsgebäude als sogenanntes Ankunftszentrum Ukraine (AZU) zur Verfügung gestellt. Der Betrieb wurde durch das Land Baden-Württemberg und den Zollernalbkreis organisiert. Das Ministerium der Justiz und für Migration wies darauf hin, dass es sich bei der Einrichtung um ein AZU und nicht um eine Landeserstaufnahmestelle (LEA) handele. Es wurden daher ausschließlich Flüchtende aus der Ukraine vorübergehend aufgenommen. Am 16. März 2022 bezogen die ersten Flüchtenden die Gebäude.
Das Ankunftszentrum wurde am 30. September 2024 geschlossen und bis zum 31. Oktober 2024 zurückgebaut. Insgesamt 14.664 Kriegsflüchtlinge waren während der Betriebszeit in Meßstetten untergebracht.

### Weitere Nutzungspläne
Die Prüfung einer Nutzung des Geländes zu Weiter- und Ausbildungszwecken einer Hochschule durch die Landespolizei verlief negativ.

## Heutige Nutzung

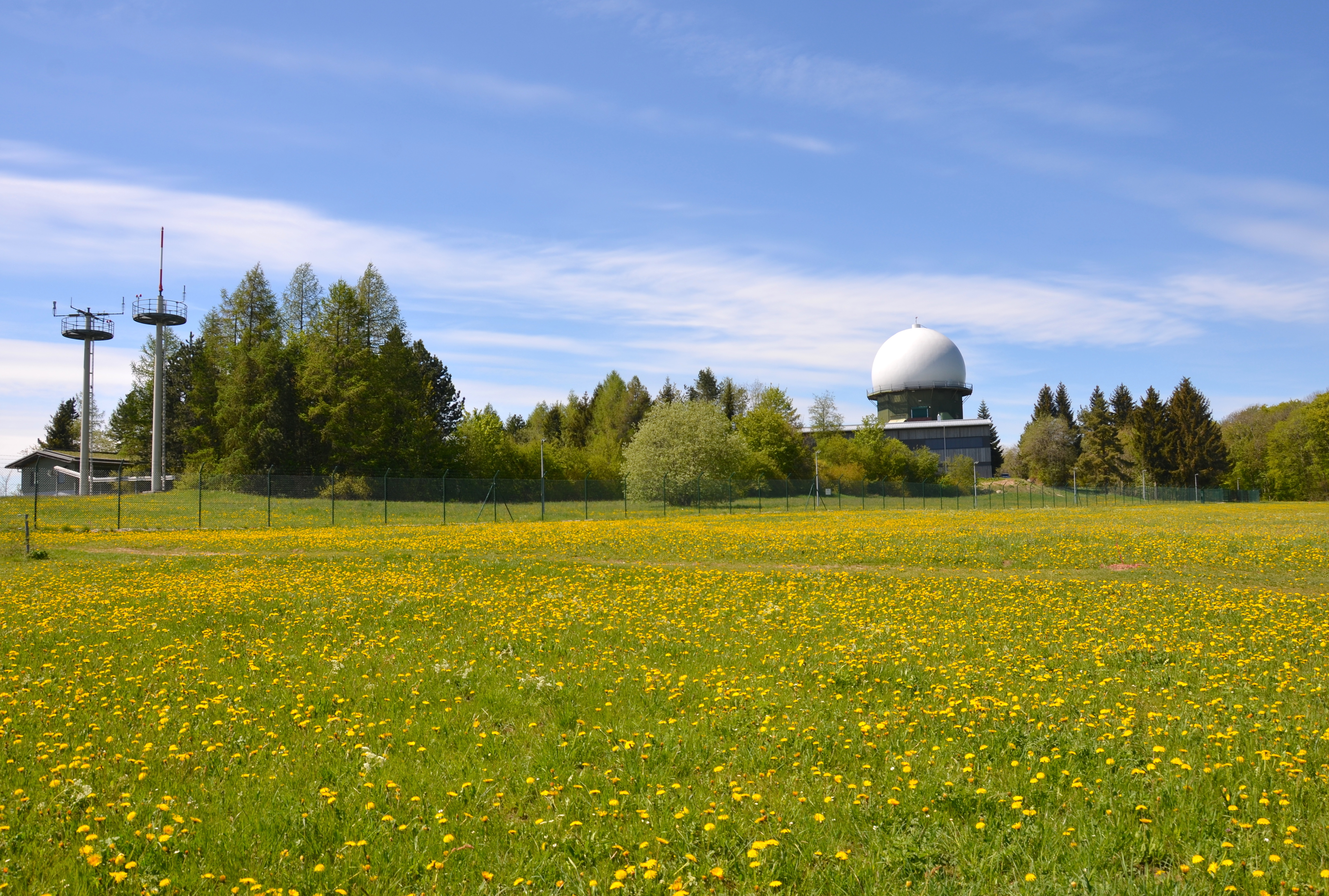
Radar- und Funkstation auf dem Weichenwang

### Radarstation Weichenwang
Die als Bauwerk V bezeichnete Radarstation auf dem Weichenwang und die als Bauwerk III bezeichneten Funkanlagen sind als Abgesetzter Technischer Zug 249 weiterhin im Dauereinsatz und dem Einsatzführungsbereich 2 in Erndtebrück unterstellt. Die Radarstation sowie die dort befindliche Infrastruktur wurde seit 2018 für neun Millionen Euro ertüchtigt.
Im Falle der Entbehrlichkeit der noch genutzten, oberirdischen Bauwerke beim Bunker Martin, sollen die Dienstposten auf den Weichenwang umziehen.

### Interkommunaler Industrie- und Gewerbepark Zollernalb (seit 2014)
Bereits seit dem Abzug der Bundeswehr 2014 wurden einige Lagerhallen im Bereich der ehemaligen Fahrbereitschaft von Firmen aus der Umgebung genutzt. Gemeinsam mit den Städten Albstadt und Balingen sowie den Gemeinden Nusplingen und Obernheim wollte die Stadt Meßstetten ein interkommunales Gewerbe- und Industriegebiet auf dem ehemaligen Kasernengelände errichten. Das vorgesehene Gelände umfasste ursprünglich 27,8 Hektar, reduzierte sich jedoch durch den Aufkauf von Teilen der Sportanlagen durch die Stadt Meßstetten auf 24,9 Hektar. Bis zum Ende des zweiten Quartals 2021 sollte im Zuge des Standortmarketings ein Leitbild für die Ansiedlungspolitik erarbeitet werden. Der Regionalverband Neckar-Alb unterstützt als Partner des EU-Projektes Agora das Projekt. Das Regionalmanagement des Konversionsraums Alb wies auf einen Bedarf an Industrieflächen von 34 bis 43 Hektar bis 2030 im Zollernalbkreis hin. Das Projekt wird mit 1,6 Millionen Euro aus dem Programm Städtebauförderung des Landes Baden-Württemberg gefördert.
Zur Verwaltung des interkommunalen Gewerbe- und Industriegebietes wurde der Zweckverband Interkommunaler Industrie- und Gewerbepark Zollernalb (IIGP) von den fünf beteiligten Gemeinden gegründet. Der Sitz des Verbandes soll in Gebäude 48, welches vom Landratsamt Zollernalbkreis bereits erworben wurde, untergebracht werden (siehe Kreisverwaltung).
Der Zweckverband schloss am 14. September 2023 einen zum 1. Januar 2024 wirksamen Kaufvertrag über nahezu das gesamte Gelände mit einer Fläche von 508.794 Quadratmetern ab. Die vollständige Eigentumsübertragung soll zum 1. Februar 2024 erfolgen. Nach der abschnittsweisen Erschließung sollen ab 2025 die ersten Unternehmen mit Bautätigkeiten beginnen können. Die bisherigen Unterkunfts- und Stabsgebäude sollen dank guter Substanz erhalten bleiben, ältere Schuppen im Süden des Geländes abgerissen werden. Ein Gebäude und etwa 10.000 verbleibende Quadratmeter bleiben zur Nutzung von Behörden und Organisationen mit Sicherheitsaufgaben (BOS) u. a. für den Digitalfunk im Besitz des Bundes.
Innerhalb des IIGP sollte zudem eine Biomethananlage entstehen, die Anfang 2027 in Betrieb gehen sollte. Dazu haben die MVV Energie aus Mannheim, FairEnergie aus Reutlingen, die Stadtwerke Tübingen und die Stadtwerke Balingen im Dezember 2023 eine Absichtserklärung zur Gründung einer Projektgesellschaft abgegeben. Im März 2024 wurde bekanntgegeben, dass das Projekt aus wirtschaftlichen Gründen nicht umgesetzt wird.
In Gebäude 33 betreibt die Stadt Meßstetten eine Flüchtlingsunterkunft für bis zu 20 Personen.
| Stadt/Gemeinde | Anteil |
| -------------- | ------ |
| Meßstetten     | 50 %   |
| Albstadt       | 24 %   |
| Balingen       | 20 %   |
| Nusplingen     | 3 %    |
| Obernheim      | 3 %    |

### Sportgelände (seit 2020)
Im Dezember 2020 erwarb die Stadt Meßstetten den Sportplatz samt Tartanbahn sowie die Sporthalle und Teile des Helikopterlandeplatzes (insgesamt 2,9 Hektar). Diese sollen zukünftig von Schulen und Sportvereinen genutzt werden. Ab 2021 wurde von Experten festgestellt, dass das erworbene Grundstück für eine Wurfbahn zu klein ist und die Sicherheit nicht gewährleistet werden kann. Deshalb sollte der Hubschrauberlandeplatz mit einbezogen werden. Die gesamte Neugestaltung des Sportgeländes inklusive Hubschrauberlandeplatz sollte für 1,92 Millionen Euro umgesetzt werden. Dabei sollten unter anderem das bestehende Naturrasenfeld in ein Kunstrasenfeld umgewandelt und die Leichtathletikanlagen saniert werden sowie auf dem Hubschrauberlandeplatz ein Naturrasenfeld samt Werferfeld und zwei Faustballfeldern entstehen.
Am 4. Juli 2024 wurde die Sportarena Geißbühl eingeweiht und offiziell eröffnet. Die Kosten beliefen sich auf 2,3 Millionen Euro. Im Frühjahr 2026 soll mit dem Bau eines Sportfunktionsgebäudes begonnen werden.

### Kreisverwaltung (seit 2022)

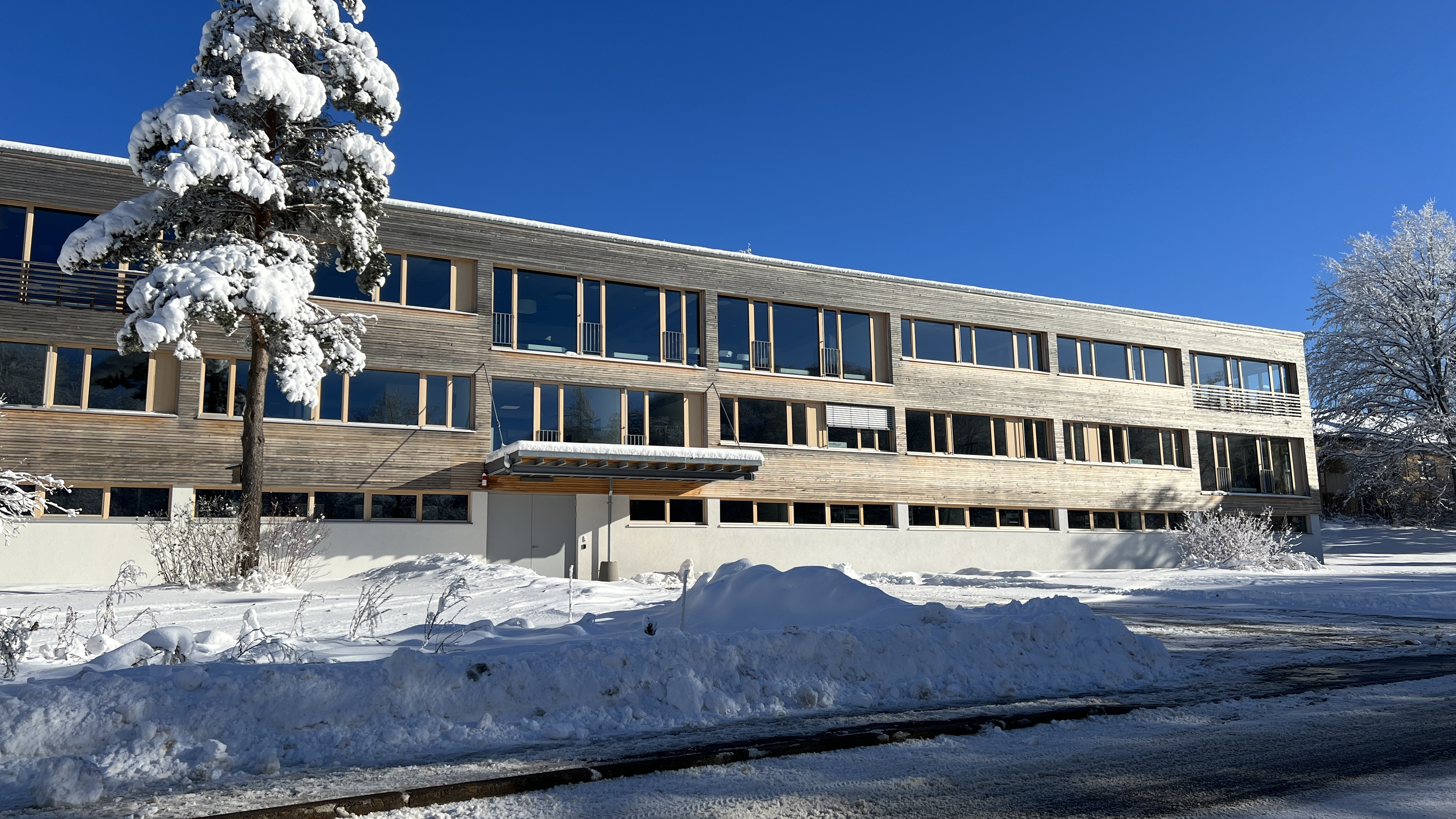
Umgebautes Gebäude 48

Bis Ende 2021 sollten 54 Arbeitsplätze für die Kreisverwaltung des Zollernalbkreises (Forstverwaltung und neues Kreisarchiv) und die Forstverwaltung Baden-Württemberg (ForstBW) entstehen. Hierzu wurden die ehemaligen Räumlichkeiten der Standortverwaltung im Block 48 von Landkreis aufgekauft und umgebaut. Die Kosten für das Gesamtprojekt sollten sich ursprünglich auf 3,5 Millionen Euro belaufen, im Mai 2021 wurden Kosten von 4,5 Millionen Euro erwartet. Im Rahmen der Sanierung entstanden 28 Büroräume sowie ein Multifunktionsraum mit bis zu 60 Büroarbeitsplätzen. Im Gebäude untergebracht sind vom Landratsamt Zollernalbkreis das Amt für Straßen- und Radwegbau, das Forstamt und Teile des Kreisarchivs, welche die Räumlichkeiten am 12. und 13. Oktober 2022 bezogen. Bereits zuvor bezogen die Mitarbeiter der Zentrale des Forstbezirks Baar-Hegau von ForstBW sowie der Zweckverband Interkommunaler Industrie- und Gewerbepark Zollernalb das sanierte Gebäude.

### Zugänglichkeit
Die 27,8 Hektar des interkommunalen Industrie- und Gewerbegebietes sind mittlerweile frei zugänglich, das ehemalige Kasernentor ist dauerhaft geöffnet. Der 29 Hektar große Bereich der Unterkunfts- und Wirtschaftsgebäude, der noch unter der Verwaltung der BImA steht, ist dauerhaft abgesperrt und separat umzäunt. Mit dem Start des Betriebs des Impfzentrums wurden Teile hiervon jedoch vorübergehend geöffnet.

## Standort

### Lage

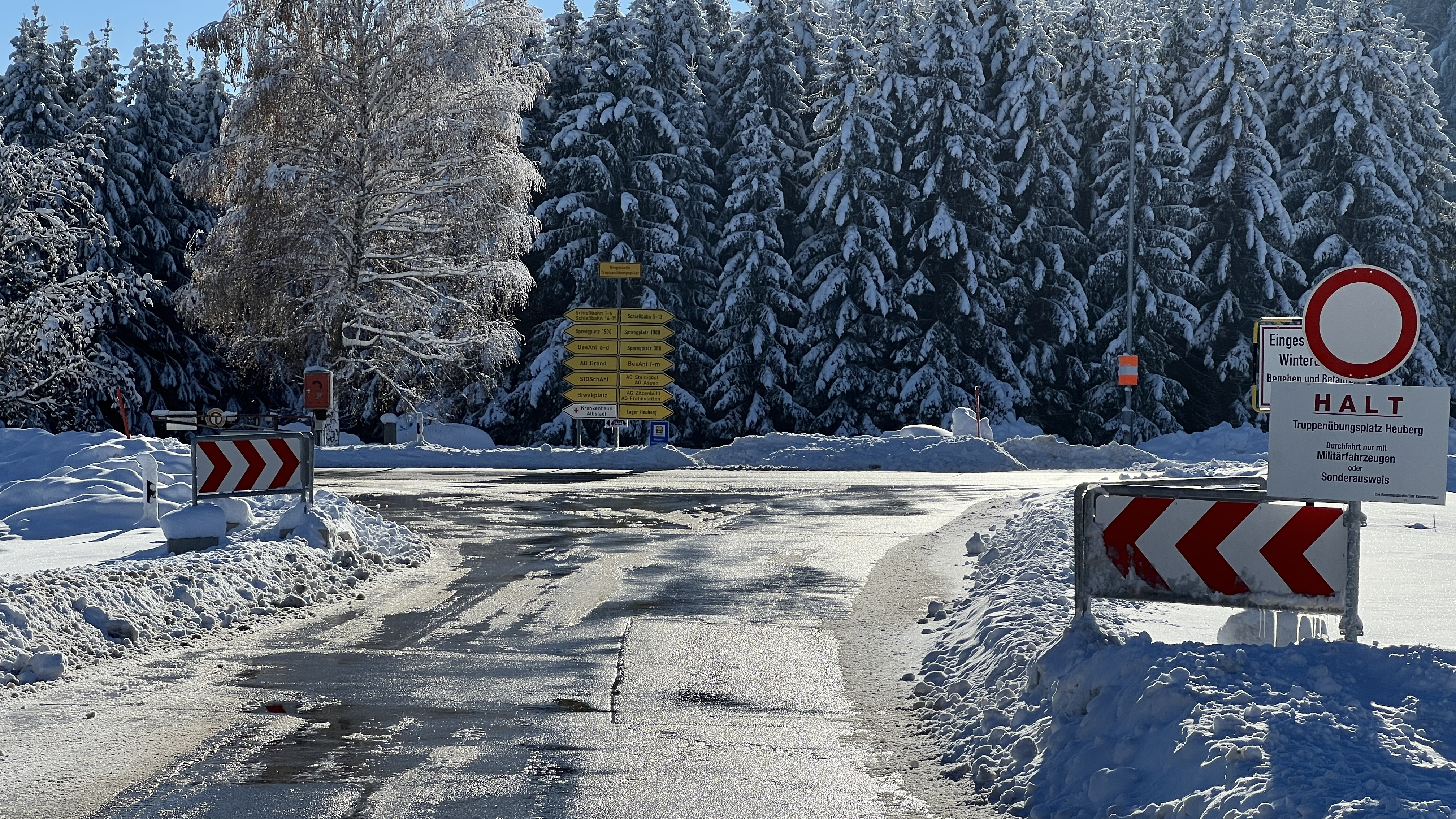
Einfahrt zum Truppenübungsplatz Heuberg beim Wildgehege Meßstetten unweit der ehemaligen Zollernalb-Kaserne

Die Zollernalb-Kaserne liegt östlich von Meßstetten auf einer Anhöhe vor dem Albabstieg nach Albstadt und knapp außerhalb des Truppenübungsplatzes Heuberg. Die Entfernung vom Kasernentor bis zur Einfahrt auf die Ringstraße des Truppenübungsplatzes beim Wildgehege Meßstetten beträgt 1,3 Kilometer. Die Kaserne ist größtenteils von Wald umgeben und kaum einsehbar. Vom Kasernentor sind lediglich die ehemaligen StOV-Gebäude, das ehemalige Albcasino, der Sportplatz und die Sporthalle sichtbar. Bis zu den ersten Blöcken führt eine 300 Meter lange, ansteigende Straße, welche den Blick ins Kaserneninnere versperrt.
Der Bunker Martin (Bauwerk I/II) liegt innerhalb des Truppenübungsplatzes Heuberg direkt an der Ringstraße. Die Radarstellung auf dem Weichenwang liegt außerhalb des Truppenübungsplatz Heuberg westlich von Meßstetten und ist etwa fünf Kilometer von der ehemaligen Kaserne entfernt. Zur Garnison gehörten ferner die Bauwerke III und IV (Funk) sowie V (Radar). Diese großzügige Dislozierung sollte im Falle von Angriffen eine bessere Überlebensfähigkeit sicherstellen.
Bis zur Alb-Kaserne und zum Lager Heuberg nach Stetten am kalten Markt sind es über die Ringstraße, welche nur mit einem entsprechenden Passierscheinen befahren werden darf, je nach Fahrtrichtung zwischen 14 und 16 Kilometer.

### Gebäude
Folgende Gebäude gab es innerhalb der Zollernalb-Kaserne:
- 11 Unterkunfts- und Kompaniegebäude davon 7 mit nachträglich angebautem Hörsaal,
- ein Stabsgebäude mit gehärtetem, abstrahlsicheren Gefechtsstand und Wetterstation,
- ein Wirtschaftsgebäude u. a. für Truppenküche, Mannschaftsheim und Freizeitbüro,
- das Albcasino als zunächst Offiziers- und dann vereinigtes Unteroffiziersheim (2008 umfassend modernisiert)
- die Albtraufhütte als anmietbarer Freizeitraum,
- ein originäres Unteroffiziersheim,
- eine Unterkunft für Offiziere und Unteroffiziere (2008 umfassend modernisiert)
- ein Sanitätsgebäude,
- ein Schulungsgebäude der ZAW,
- mehrere Fahrzeug- und Lagerhallen,
- zwei Sporthallen,
- einen Sportplatz mit Tartanbahn,
- ein Hubschrauberlandeplatz,
- eine Standortschießbahn,
- eine Hindernisbahn,
- sowie zahlreiche kleinere Gebäude der StOV.

Außerhalb der Kaserne befanden sich im direkten Umfeld das Soldatenheim und die StOV samt Bekleidungskammer.

### Weitere Gebäude der Luftwaffe rund um Meßstetten
| Name                         | Funktion            | Status  | Betrieb   | Ort            |
| ---------------------------- | ------------------- | ------- | --------- | -------------- |
| Bauwerk I/II (Bunker Martin) | Kampfführungsanlage | inaktiv | 1962–2013 | TrÜbPl Heuberg |
| Bauwerk III                  | Funksendestation    | inaktiv | seit 1962 | TrÜbPl Heuberg |
| Bauwerk IV                   | Funkempfangsstation | inaktiv | 1962–?    | TrÜbPl Heuberg |
| Bauwerk V                    | Radar               | aktiv   | seit 1962 | Weichenwang    |

## Stationierte Einheiten

### Liste der ehemaligen stationierten Einheiten
| Einheit                                    | Abkürzung     | Teilstreitkraft | Zeitraum  |
| ------------------------------------------ | ------------- | --------------- | --------- |
| Flugmeldeabteilung 312                     | FluMA 312     | Luftwaffe       | 1958–1962 |
| Fernmelderegiment 31 (Stab)                | FmRgt 31      | Luftwaffe       | 1963–1989 |
| Fernmelderegiment 12 (Teile)               | FmRgt 12      | Luftwaffe       | 1965–1989 |
| 1. Luftwaffendivision (Kommando)           | 1. LwDiv      | Luftwaffe       | 1968–1994 |
| Allied Tactical Operations Center 4        | ATOC 4        | Luftwaffe       | 1985–1993 |
| Sector Operations Center 4                 | SOC 4         | Luftwaffe       | 1988–1993 |
| Fernmeldesektor 123                        | FmSkt 123     | Luftwaffe       | 1989–2002 |
| Radarführungskommando 2                    | RadarFüKdo 2  | Luftwaffe       | 1989–1993 |
| Radarführungsabteilung 22                  | RadarFüAbt 22 | Luftwaffe       | 1989–2004 |
| Radarführungsregiment 2                    | RadarFüRgt 2  | Luftwaffe       | 1993–2004 |
| (Interim) Combined Air Operations Center 4 | (I)CAOC 4     | Luftwaffe       | 1993–2008 |
| Luftwaffenkommando Süd                     | LwKdo Süd     | Luftwaffe       | 1994–2001 |
| Sektor für Informationstechnik 1 (Teile)   | IT-Sektor 1   | Luftwaffe       | 2002–2013 |
| 6./Jägerbataillon 292                      | 6./JgBtl 292  | Heer            | 2003–2014 |
| Einsatzführungsbereich 1                   | EinsFüBer 1   | Luftwaffe       | 2004–2013 |

### Zeitleiste der ehemaligen stationierten Einheiten
| 1950er    | 1950er | 1960er | 1960er | 1960er | 1960er   | 1960er | 1960er   | 1960er | 1960er | 1960er   | 1960er | 1970er | 1970er | 1970er | 1970er | 1970er | 1970er | 1970er | 1970er | 1970er | 1970er | 1980er | 1980er | 1980er | 1980er | 1980er | 1980er | 1980er | 1980er | 1980er | 1980er        | 1990er | 1990er | 1990er | 1990er    | 1990er    | 1990er | 1990er | 1990er | 1990er | 1990er | 2000er | 2000er | 2000er      | 2000er    | 2000er      | 2000er | 2000er | 2000er | 2000er | 2000er | 2010er | 2010er | 2010er | 2010er | 2010er |
| 8         | 9      | 0      | 1      | 2      | 3        | 4      | 5        | 6      | 7      | 8        | 9      | 0      | 1      | 2      | 3      | 4      | 5      | 6      | 7      | 8      | 9      | 0      | 1      | 2      | 3      | 4      | 5      | 6      | 7      | 8      | 9             | 0      | 1      | 2      | 3         | 4         | 5      | 6      | 7      | 8      | 9      | 0      | 1      | 2           | 3         | 4           | 5      | 6      | 7      | 8      | 9      | 0      | 1      | 2      | 3      | 4      |
| --------- | ------ | ------ | ------ | ------ | -------- | ------ | -------- | ------ | ------ | -------- | ------ | ------ | ------ | ------ | ------ | ------ | ------ | ------ | ------ | ------ | ------ | ------ | ------ | ------ | ------ | ------ | ------ | ------ | ------ | ------ | ------------- | ------ | ------ | ------ | --------- | --------- | ------ | ------ | ------ | ------ | ------ | ------ | ------ | ----------- | --------- | ----------- | ------ | ------ | ------ | ------ | ------ | ------ | ------ | ------ | ------ | ------ |
| FluMA 312 |        |        |        |        |          |        |          |        |        |          |        |        |        |        |        |        |        |        |        |        |        |        |        |        |        |        |        |        |        |        |               |        |        |        |           |           |        |        |        |        |        |        |        |             |           |             |        |        |        |        |        |        |        |        |        |        |
|           |        |        |        |        | FmRgt 31 |        |          |        |        |          |        |        |        |        |        |        |        |        |        |        |        |        |        |        |        |        |        |        |        |        |               |        |        |        |           |           |        |        |        |        |        |        |        |             |           |             |        |        |        |        |        |        |        |        |        |        |
|           |        |        |        |        |          |        | FmRgt 12 |        |        |          |        |        |        |        |        |        |        |        |        |        |        |        |        |        |        |        |        |        |        |        |               |        |        |        |           |           |        |        |        |        |        |        |        |             |           |             |        |        |        |        |        |        |        |        |        |        |
|           |        |        |        |        |          |        |          |        |        | 1. LwDiv |        |        |        |        |        |        |        |        |        |        |        |        |        |        |        |        |        |        |        |        |               |        |        |        |           |           |        |        |        |        |        |        |        |             |           |             |        |        |        |        |        |        |        |        |        |        |
|           |        |        |        |        |          |        |          |        |        |          |        |        |        |        |        |        |        |        |        |        |        |        |        |        |        |        | ATOC 4 |        |        |        |               |        |        |        |           |           |        |        |        |        |        |        |        |             |           |             |        |        |        |        |        |        |        |        |        |        |
|           |        |        |        |        |          |        |          |        |        |          |        |        |        |        |        |        |        |        |        |        |        |        |        |        |        |        |        |        |        | SOC 4  |               |        |        |        |           |           |        |        |        |        |        |        |        |             |           |             |        |        |        |        |        |        |        |        |        |        |
|           |        |        |        |        |          |        |          |        |        |          |        |        |        |        |        |        |        |        |        |        |        |        |        |        |        |        |        |        |        |        | FmSkt 123     |        |        |        |           |           |        |        |        |        |        |        |        |             |           |             |        |        |        |        |        |        |        |        |        |        |
|           |        |        |        |        |          |        |          |        |        |          |        |        |        |        |        |        |        |        |        |        |        |        |        |        |        |        |        |        |        |        | RadarFüKdo 2  |        |        |        |           |           |        |        |        |        |        |        |        |             |           |             |        |        |        |        |        |        |        |        |        |        |
|           |        |        |        |        |          |        |          |        |        |          |        |        |        |        |        |        |        |        |        |        |        |        |        |        |        |        |        |        |        |        | RadarFüAbt 22 |        |        |        |           |           |        |        |        |        |        |        |        |             |           |             |        |        |        |        |        |        |        |        |        |        |
|           |        |        |        |        |          |        |          |        |        |          |        |        |        |        |        |        |        |        |        |        |        |        |        |        |        |        |        |        |        |        |               |        |        |        | (I)CAOC 4 |           |        |        |        |        |        |        |        |             |           |             |        |        |        |        |        |        |        |        |        |        |
|           |        |        |        |        |          |        |          |        |        |          |        |        |        |        |        |        |        |        |        |        |        |        |        |        |        |        |        |        |        |        |               |        |        |        |           | LwKdo Süd |        |        |        |        |        |        |        |             |           |             |        |        |        |        |        |        |        |        |        |        |
|           |        |        |        |        |          |        |          |        |        |          |        |        |        |        |        |        |        |        |        |        |        |        |        |        |        |        |        |        |        |        |               |        |        |        |           |           |        |        |        |        |        |        |        | IT-Sektor 1 |           |             |        |        |        |        |        |        |        |        |        |        |
|           |        |        |        |        |          |        |          |        |        |          |        |        |        |        |        |        |        |        |        |        |        |        |        |        |        |        |        |        |        |        |               |        |        |        |           |           |        |        |        |        |        |        |        |             | JgBtl 292 |             |        |        |        |        |        |        |        |        |        |        |
|           |        |        |        |        |          |        |          |        |        |          |        |        |        |        |        |        |        |        |        |        |        |        |        |        |        |        |        |        |        |        |               |        |        |        |           |           |        |        |        |        |        |        |        |             |           | EinsFüBer 1 |        |        |        |        |        |        |        |        |        |        |

## Trivia
Im benachbarten Lautlingen gedenkt die Bundeswehr jährlich des im Widerstand gegen den Nationalsozialismus hingerichteten Claus Schenk Graf von Stauffenberg.
Die Geschichte des Bunker Martin ist auch Inhalt des Dokumentarfilms „Sweet Apple - 50 Jahre Bunker Martin“.